# 정해준 (가수)
정해준(1994년 ~)은 대한민국의 가수다.

## 방송
- 불타는 트롯맨 (2022) - Top100

## 음반
- 정해준 첫 번째 이야기 웃으면 복이 와요 (2021)